# The Brotherhood V: Alumni
The Brotherhood V: Alumni jest amerykańskim horrorem filmowym z 2009 roku, piątą częścią homoerotycznej serii filmowej reżyserowanej przez Davida DeCoteau. Jest to sequel czwartej części sagi – The Complex (2005), poprzedzający część szóstą – Initiation (2009). Film kręcono w Los Angeles w stanie Kalifornia.

## Obsada
- Arthur Napiontek jako Ted
- Lindsey Landers jako Amy
- Oskar Rodriguez jako Leslie
- Brett Novek jako Randall
- Maria Aceves jako Betty
- Preston Davis jako Schwartz
- Nathan Parsons jako Holden